# Beyhan Sultan (dcera Selima I.)
Beyhan Sultan (1497 – 1559) byla osmanská princezna, dcera sultána Selima I. a Ayşe Hafsy Sultan. Byla sestrou sultána Sulejmana I.

## Manželství
V roce 1513 byla Beyhan provdána za Ferhata Paşu. 1. listopadu 1524 byl Ferhat obviněn z rebelie a popraven na příkaz sultána Sulejmana, jejího bratra. Beyhanin vztah se Sulejmanem se tímto velmi ochladil; Sulejman ji poslal do exilu mimo Istanbul a znovu ji provdal[zdroj?]. Beyhanina loajalita k jejímu novému muži byla velká, i když ho nemilovala a nikdy k němu nic necítila. Dělala to jen pro svou rodinu, děti a zachování dobré pověsti o dynastii. Ferhat byl popraven za nedodržování pravidel v provincii, která mu byla přidělena na starost. Napoprvé byl omilostněn na základě proseb Beyhan a její matky Ayşe Hafsy Sultan. Ferhat však dál pokračoval a dělal problémy a neustále zrazoval Osmanskou říši; sultán tedy už neměl jinou možnost, než jej popravit.

## Smrt
Zemřela v roce 1559. Je pohřbena v mešitě jejího otce sultána Selima I.

## Velkolepé století
V tureckém televizním seriálu Velkolepé století (Muhteşem Yüzyıl, Magnificent Century) se objevuje postava Beyhan Sultan, kde ji ztvárnila turecká herečka Pınar Çağlar Gençtürk.